# Zygmunt Dąbrowski (lekkoatleta)
Zygmunt Stanisław Dąbrowski (ur. 1 stycznia 1904 w Warszawie, zm. 29 lipca 1944 w Milanówku) – polski lekkoatleta specjalizujący się w biegach sprinterskich, zawodnik AZS, urzędnik Związku Spółdzielni Rolniczych

## Życiorys

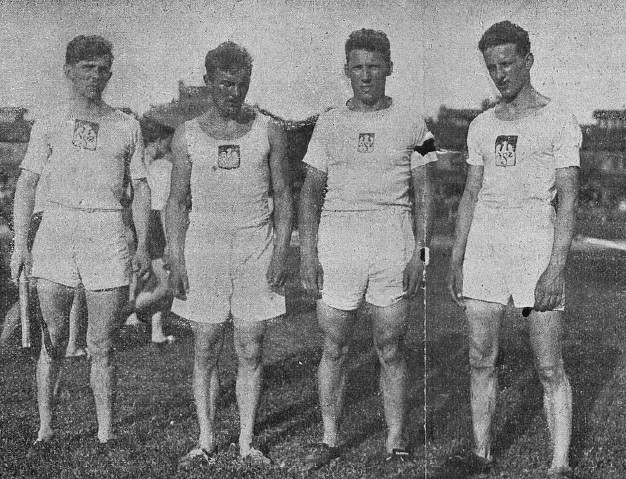
Sztafeta AZS 4x100 m, złoci medaliści MP 1924. Od lewej: Zygmunt Dąbrowski, Janusz Rey, Henryk Piątkowski, Zygmunt Weiss

Absolwent Gimnazjum im. Tadeusza Reytana w Warszawie (1922).
W okresie okupacji niemieckiej żołnierz Armii Krajowej, zastępca komendanta Obwodu „Bażant” AK w stopniu kapitana. 29 lipca 1944 roku zginął w Milanówku.  Pośmiertnie odznaczony Krzyżem Walecznych.

## Osiągnięcia sportowe
- Mistrzostwa Polski seniorów w lekkoatletyce (3 medale)[3]
  - Warszawa 1924
    - złoty medal w sztafecie 4 × 100 m

  - Kraków 1925
    - złoty medal w sztafecie 4 × 400 m
    - brązowy medal w biegu na 400 m